# Tropical Rainfall Measuring Mission
Die Tropical Rainfall Measuring Mission (TRMM) war eine gemeinsame Mission der NASA und der japanischen Raumfahrtagentur JAXA mit dem Ziel, die Niederschläge in den Tropen zu überwachen und zu studieren. TRMM war Teil des Earth Observing Systems, eines längerfristigen Forschungsprogramms der NASA. Der Satellit wurde am 27. November 1997 vom Tanegashima Space Center in Tanegashima, Japan gestartet und verglühte am 15. Juni 2015 um 03:55 UTC über dem Indischen Ozean. TRMM war nur für eine Betriebsdauer von drei Jahren ausgelegt, arbeitete aber über 17 Jahre lang bis zum 15. April 2015. Die Forschung wird mit dem Nachfolgesatellit Global Precipitation Measurement fortgesetzt.

## Instrumente an Bord von TRMM

### Precipitation Radar (PR)
Der Precipitation Radar (englisch für Niederschlagsradar) war das erste Instrument an Bord eines Erdsatelliten, das in der Lage war, dreidimensionale Karten von Sturmstrukturen zu erstellen. Die Messungen enthielten Informationen über die Intensität, Verteilung und Art des Regens, die Sturmtiefe und die Höhe, in welcher sich der Schnee in Regen verwandelt. Die auf diesen Messwerten basierenden Schätzungen der Temperatur in verschiedenen Höhen der Atmosphäre waren beispielsweise bei der Erstellung genauerer Modelle der globalen Atmosphärenzirkulation von Nutzen.

### TRMM Microwave Imager (TMI)
Der TRMM Microwave Imager war ein passiver Mikrowellensensor, dessen Aufgabe es war, große Mengen an Informationen über den Niederschlag auf einer weiten Fläche unter dem Satelliten aufzuzeichnen. Dazu wurde die Menge an Mikrowellen, die in jeder Minute von der Erde und ihrer Atmosphäre emittiert werden, aufgezeichnet. Dies ermöglichte dem Instrument, sowohl die Menge an Wasserdampf und Wasser in den Wolken, als auch die Intensität des Niederschlages zu ermitteln. Der TRMM Microwave Imager war ein vergleichsweise kleines Instrument und kam zudem mit wenig Energie aus. Angesichts der Informationsfülle, die dieses Instrument über den Niederschlag bereitstellte, war es eines der wichtigsten Instrumente an Bord des Satelliten.

### Visible and Infrared Scanner (VIRS)
Der Visible and Infrared Scanner (englisch für Scanner für sichtbares Licht und Infrarotstrahlung) gehörte zu den drei Instrumenten, deren Aufgabe das Messen des Niederschlags war. Das Instrument nahm den Niederschlag dabei in einer sehr indirekten Weise wahr. VIRS zeichnete die von der Erde abgegebene Strahlung in fünf unterschiedlichen Spektren auf, die vom sichtbaren Licht bis zur Infrarotstrahlung reichten (0,63 bis 12 Mikrometer). Mit der Intensität der Strahlung in den verschiedenen Spektren ließ sich die Helligkeit (sichtbares Licht und nahes Infrarot) oder die Temperatur (Infrarot) der Quelle feststellen.

### Clouds and the Earth’s Radiant Energy System (CERES)
Das Instrument CERES (englisch für Strahlungs-Energiesystem der Wolken und der Erde) maß die Energie in den obersten Regionen der Atmosphäre und schätzte auch die Energie-Level innerhalb der Atmosphäre und an der Erdoberfläche ab. Mit Hilfe der anderen Instrumente an Bord des Satelliten bestimmte CERES auch die Wolkeneigenschaften, darunter den Bedeckungsgrad, die Höhe, die Dichte und die Größe der Wolkenpartikel. Alle diese Messwerte waren entscheidend für das Verständnis des gesamten Klimasystems der Erde und verbesserten auch die Modelle zur Klimavorhersage.

### Lightning Imaging Sensor (LIS)
Der Lightning Imaging Sensor (englisch für Sensor zum Abbilden von Blitzen) war ein kleines Instrument, das Blitze über den tropischen Regionen erkennen und orten konnte. Das Gerät war eine Kombination aus optischen und elektrischen Elementen. Das Sichtfeld des Sensors erlaubte es, einen Punkt auf der Erde oder eine Wolke während 80 Sekunden zu beobachten, was reichte, um die Anzahl der Blitze abzuschätzen. Diese Werte gaben den Forschern an, ob der Sturm noch wächst oder bereits wieder abklingt.